# Paladin Energy
Paladin Energy Ltd. är ett aktiebolag som prospekterar och bryter uran. Bolagets aktier är noterade på Toronto Stock Exchange, Australian Securities Exchange och Namibian Stock Exchange. Själva brytningen av uran sker än så länge i Namibia, men Paladin har även mark för exploatering i Australien och Malawi.